# 房総平氏
房総平氏（ぼうそうへいし）は、桓武平氏の中で平忠常を祖とする氏族。上総・下総に亘る房総半島に基盤を持ち、多くの氏族が輩出した。特に有名なのが上総氏と千葉氏である。なお、安房国にはその勢力が見られないことから、「両」総平氏と称すべきとの見解もある。

## 歴史

### 平忠常と房総平氏の誕生
平忠常は下総国相馬郡を拠点とし、上総・下総・常陸の広範囲に領地を有し、上総介、武蔵押領使
に任官した。これが房総平氏の発生である。一説に拠ると、下総国千葉郡にて千葉四郎と称したとも言われている。
忠常は1028年に長元の乱を引き起こして源頼信に追討されたが、子の常将、常近は許され、房総平氏は滅ぶことなく存続する事を許された。尚、この事件を機に房総平氏の清和源氏への追従が始まったと見る説がある。
常将は千葉介を名乗ったとされ、その息子の常長・常兼親子の代に前九年の役・後三年の役に従事して功を立て、一族は大きく発展する事になる。

### 房総平氏の諸流発生
房総平氏からは常長・常兼・常重の三代に亘って数多くの氏族が輩出したが、それを以下に記す。

#### 常長流
常長の長男常家は上総権介の地位を継承したが、嗣子を残さず没した。次男の常兼は千葉大夫と称し、千葉氏の祖となった。三男の常房は鴨根氏を称し、原氏、粟飯原氏、金原氏と言った子孫を残した。四男の頼常は原氏を称した。五男の常晴は兄・常家の養子となり、相馬郡を継承して相馬氏を称し、上総氏の祖となった。六男の常義は村澤氏を、七男の常遠は安西氏を、八男の常継は大須賀氏を、九男の常盛は次浦氏を、十男の常門は埴生氏をそれぞれ称した。

#### 常兼流
長男の常衡は祖父・常長の養子となり海上氏を称し、次男の常親は白井氏を称した。三男の常重は千葉介となり叔父・常晴の養子となり家督を継承した。五男の常実も千葉氏を称し、六男の常康は臼井氏を称した。八男の常広は逸見氏を称してその後胤は匝瑳党と言う武士団を結成し、九男の常網も匝瑳氏を称した。

#### 常重流
長男の常胤は千葉介となり、次男の胤隆は小海氏を称し、八男の胤光は椎名氏を称した。また、常胤の子である師常は相馬氏を名乗り、現代まで続いている相馬氏はこの系統である。

### 房総平氏の三分化
この様に房総平氏は勢力を拡大したが、決して一枚岩とは言えず、主に次の三つの勢力に分散された。
- 最初に挙げられるのは藤原親政に服属した勢力である。この勢力は主に常房流の金原・粟飯原・原氏が中枢を成しており、土地柄の近縁から服属したとされる。他にも、伊西常景を倒して上総氏の当主の座を奪った印東常茂や海上氏も居た。彼等は親政に近付くことに拠って、房総半島に勢力を伸ばそうとしたのである。尚、親政は平家と姻戚関係を結んでいたから、それを介して最も平家と近い立場にあった。
- 次の勢力は上総氏の介八郎広常を中心とする勢力である。印東常茂が上総氏の当主を暴力的に奪取した行為に不満を持つ者は多く、彼等は弟の広常の許に結集したのである。その内訳は、広常の兄弟・甥は言うまでもなく、千葉氏に近い大須賀氏や白井・臼井氏等も含まれていたそうで、三勢力の中で最大の規模を誇る。
- 最後に挙げられるのは、千葉常胤を中心とする勢力である。これは主に、常胤の息子・孫を中心とし、三勢力の中で最も小さかったが、源頼朝の信頼が最も深かった。

三分化された房総平氏の諸氏は互いに凌ぎ合いながらも運命の源平合戦の時を迎えるのである。

### 房総平氏と源平合戦
1180年に頼朝が挙兵すると、広常・常胤はこれに味方し、親政はこれを討とうとした。そして親政は千葉荘に攻め入ったが、この時、前述の金原・粟飯原・原の諸氏は親政に従事している。これに対し、広常・常胤は一族を率いてこれを迎え撃ち、その結果、房総平氏同士の戦いの幕が切って落とされた。戦の経過は千葉氏が執筆した『源平闘諍録』に詳しく記されており、結果は、親政は捕縛され、粟飯原元常、原常直は討ち死にすることで終わった。
広常はその後、富士川の戦いにて平家に味方した兄の常茂を討ち果たして名実と共に房総平氏の当主となったのである。

### 房総平氏の落日
しかし、広常の振る舞いには傲慢な所が多く、加えてその軍事力が脅威的な存在であったために、謀反の疑いを掛けれ、頼朝に粛清されてしまったのである。後に広常の無実が明らかとなり、その弟たちも放免されたが、常胤の家臣になる事を余儀なくされた。他方、親政に服属した金原・粟飯原・原の諸氏も千葉氏の家臣となったという。かくして、千葉氏が房総平氏の当主となったのである。
もっとも、上総広常の粛清は房総平氏全体に対する粛清であるとともに、頼朝による千葉常胤への牽制・圧迫の意図も有していたとする見解もある。この見解によれば、石橋山の戦い後に房総に落ちのびた頼朝の先を助けた千葉常胤は頼朝より「司馬を以て父となす」（『吾妻鏡』）と賞されるなど、常胤は頼朝の「義父」として遇され、彼が属する房総平氏も頼朝の後見人的存在として位置づけられてきた。ところが、頼朝は妻である北条政子の実家である北条氏や乳母の家である比企氏をその支持基盤の中軸に移すようになっていき、1182年に政子が男子（後の頼家）を産んだことで、頼朝と直接的な血縁・婚姻関係にない房総平氏は鎌倉政権の中枢から転落していくことになった。そして、広常の粛清を機に常胤の「義父」としての関係は見直され、「御家人」の一人として扱われるようになったとする。
千葉氏は常胤の孫の代に大きく二分する。即ち、長男の成胤は千葉氏の名字及び家督を相続するが、弟の常秀は広常亡き後の上総権介の地位及びその旧領を相続している。この相続は、成胤が狭義の意味での千葉氏の当主になったことになるのに対し、常秀はそれも含めた房総平氏全体の当主になったことを意味する。しかも、成胤以降の千葉氏の当主は若年の当主が相次いだため、常秀は彼らの後見を名目にその上位者としての地位を得ることに成功した。
このようにして房総平氏全体を統率することになった常秀だが、息子の秀胤の代に義兄の三浦泰村に服属し、1240年の宝治合戦にて一族は滅んだ。この合戦では多くの房総平氏の諸氏が秀胤と共に滅ぶことになった。中には、生き残った一族もおり、彼らは後に千葉氏に仕えて、1590年の小田原征伐に伴う千葉氏滅亡まで存続しているが、房総平氏の歴史は秀胤の代で滅んだと言っても過言ではないという。

## 主な房総平氏の氏族
- 佐賀氏
- 上総氏
- 鴨根氏
  - 金原氏
  - 粟飯原氏
  - 原氏
- 村澤氏
- 安西氏
- 大須賀氏
- 次浦氏
- 埴生氏
- 海上氏
- 白井氏
- 臼井氏
- 逸見氏
- 匝瑳党
- 小海氏
- 椎名氏
- 千葉氏（下総千葉氏）

## 系譜
```
凡例
　太字は当主、太線は実子、細線は養子
```

```
平忠常
1
(
千葉氏
を称す?)
 ┣━━━━┳━━━━━━━┳━━━━┓

忠将
　　　
常将
2
(
千葉介
)　
常親
　　　
胤宗

 　　　　　┣━━━━┓
　　　　　
常長
3
　　 
常直

 　　　　　┣━━━━━┳━━━━┳━━━━━━┳━━━━━━━━┳━━━━━━━━━┳━━━━┳━━━━┳━━━━━┳━━━━┓
　　　　
佐賀常家
4
　 
千葉常兼
　
鴨根常房
　　　 
原頼常
　　　　 　
相馬常晴
5
(
上総介
)
  
村澤常義
　
安西常遠
　
大須賀常継
　
次浦常盛
　
埴生常門

 　　　　　　　　　　　┃　　　　┣━━━━┳━━━━┓　　　　　┃
　　　　　　　　　　　 ┃　   
金原常能
　 
原常宗
  
粟飯原常益
   
佐賀常澄
7

　　　　　　　　　　　 ┃　　　　　　　　　　　　　　　　　　　　┣━━━━━┳━━━━┓
　　　　　　　　　　　 ┃　　　　　　　　　　　　　　　　　　 
伊西常景
8
　
印東常茂
9
 
上総広常
10

　　　　　　　　　　　 ┣━━━━┳━━━━┳━━━━┳━━━━┳━━━━┳━━━━┓
　　　　　　　　　　 
海上常衡
　
白井常親
 
千葉常重
6
 
千葉常実
　
臼井常康
　
逸見常広
　
匝瑳常綱

　　　　　　　　　　　　　　　　　　　　　 ┣━━━━━┳━━━━┓
　　　　　　　　　　　　　　　　　　　　
千葉常胤
11
　
小海胤隆
　
椎名胤光

　　　　　　　　　　　　　　　　　　　　　 ┣━━━━━━━━━━━━━━━━┳━━━━┳━━━━┳━━━━━┳━━━━┓
　　　　　　　　　　　　　　　　　　　　
千葉胤正
12
 　　　　　　　　　　　 
相馬師常
  
武石胤盛
  
大須賀胤信
　
国分胤通
　 
東胤頼

　　　　　　　　　　　　　　　　　　　　　 ┣━━━━┓　　　　　　　　　　　┃
　　　　　　　　　　　　　　　　　　　　
千葉成胤
　
千葉常秀
13
(
上総千葉氏
) 
相馬義胤

　　　　　　　　　　　　　　　　　　　　　 ┃　　　　┃　　　　　　　　　　　┃
　　　　　　　　　　　　　　　　　　　　
千葉胤綱
　
千葉秀胤
14
　  　　　　　
相馬胤綱

　　　　　　　　　　　　　　　　　　　　　 ┃　　　　　　　　　　　　　　　　┃
　　　　　　　　　　　　　　　　　　 (
下総
千葉氏
)　　　　　　　　　　(
千葉氏支流
相馬氏
)
```